# Sei un pensiero speciale
Sei un pensiero speciale è un brano musicale registrato da Eros Ramazzotti, pubblicato il 21 agosto 2015 come terzo singolo estratto dall'album Perfetto.
Lo stesso giorno il brano è stato anche reso disponibile per il download digitale e per l'airplay radiofonico.
Il testo del brano è firmato anche da Federico Zampaglione, frontman dei Tiromancino.